# Clara Petacci

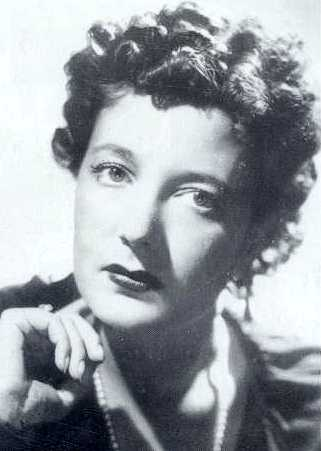
Clara Petacci, vor 1944

Clara Petacci (genannt Claretta) (* 28. Februar 1912 in Rom; † 28. April 1945 in Mezzegra) war eine Geliebte des faschistischen italienischen Diktators Benito Mussolini.

## Leben
Petacci stammte aus einer großbürgerlichen Familie. Ihre Eltern waren Francesco Saverio Petacci (1883–1970), Arzt in der Vatikanstadt, und Giuseppina Persichetti (1888–1962). Clara studierte Musik und lernte bei dem Violinisten Corrado Archibugi. Sie heiratete 1934 den Luftwaffenleutnant Riccardo Federici (1904–1972), von dem sie sich allerdings 1936 trennte. Eine Scheidung war zu dieser Zeit in Italien nicht möglich.
Petaccis Vater war früh ein Anhänger Mussolinis. Auch sie selbst schwärmte bereits als Teenager für ihn. Persönlich hatte sie ihn im April 1932 kennengelernt. Ihre Familie förderte die sich anbahnende Beziehung und profitierte von ihr. So konnte die Familie 1939 von der Via Lazzaro Spallanzani in die Villa „Camilluccia“ umziehen, ein im Stil des italienischen Rationalismus errichtetes gewaltiges Gebäude, das unter Leitung und Entwurf der Architekten Vincenzo Monaco und Amedeo Luccichenti entstanden war. Nach dem Krieg wurde die Villa unter dem Vorwurf konfisziert, Mussolini habe sie aus abgezweigten Staatsmitteln erworben. Teilweise restituiert, wurde das verfallende Gebäude später abgerissen und durch einen Komplex ersetzt, in dem sich heute die irakische Botschaft befindet.
Mussolini hatte 1915 Rachele Guidi geheiratet, mit der er fünf Kinder hatte. Daneben unterhielt er mehrere Affären und hatte neun weitere Kinder mit acht anderen Frauen.
Petacci gab in ihren Tagebüchern auch den Antisemitismus Mussolinis wieder, der ihr schrieb: „Ich war Rassist seit 1921“. Als glühende Faschistin und akribische Chronistin wollte sie mit ihren Tagebuchaufzeichnungen jede Äußerung und jeden Schritt Mussolinis für die Nachwelt festhalten. Am 25. Juli 1943 wurde sie beim Sturz Mussolinis gefangengesetzt, jedoch am 8. September wieder freigelassen. Ihre Familie setzte sich angesichts der vorrückenden alliierten Kräfte nach Norditalien ab, wo die deutschen Nationalsozialisten die Macht übernommen hatten. Petacci lebte in Gardone, unweit des Quartiers der Regierung der nunmehr ausgerufenen sogenannten Sozialrepublik Italien. In dieser Zeit korrespondierten Petacci und Mussolini häufig brieflich, wobei sie die Briefe entgegen seiner Aufforderung aufbewahrte. In einem dieser Briefe forderte sie, wie Chessa und Raggi behaupten, Mussolini auf, seinen Schwiegersohn Galeazzo Ciano zu verschonen, der als Außenminister am Sturz seines Schwiegervaters 1943 beteiligt gewesen war und dafür von diesem zum Tode verurteilt wurde. In anderen Briefen trieb sie Mussolini an, gegenüber der deutschen Protektionsmacht selbstbewusster aufzutreten, und versuchte, seinen politischen Ehrgeiz wieder zu wecken.
Im April 1945 setzte sich Petacci nach Mailand ab, ihrer Familie gelang die Flucht nach Barcelona. Im Frühjahr 1945 versuchte sie, mit Mussolini über das Veltlin in die Schweiz zu gelangen. Mussolini wurde jedoch in Dongo am Comer See am 27. April 1945 von kommunistischen Partisanen erkannt und mit seinen Begleitern gefangen genommen. Nach der Gefangennahme gab man der Legende nach Clara Petacci die Möglichkeit zur Flucht, aber sie lehnte ab und wurde zusammen mit Mussolini und dem Großteil seiner Begleiter erschossen. Möglicherweise wurde sie vor ihrem Tod noch vergewaltigt. Die genauen Umstände ihrer Erschießung und jener Mussolinis sind nach wie vor umstritten. Ihre Leichen wurden von einer aufgebrachten Menschenmenge geschändet und am nächsten Tag auf dem Piazzale Loreto in Mailand kopfüber aufgehängt und für Fotos zur Schau gestellt, am gleichen Platz, an dem die Faschisten am 10. August 1944 fünfzehn Zivilisten erschossen und ihre Leichen ausgestellt hatten.

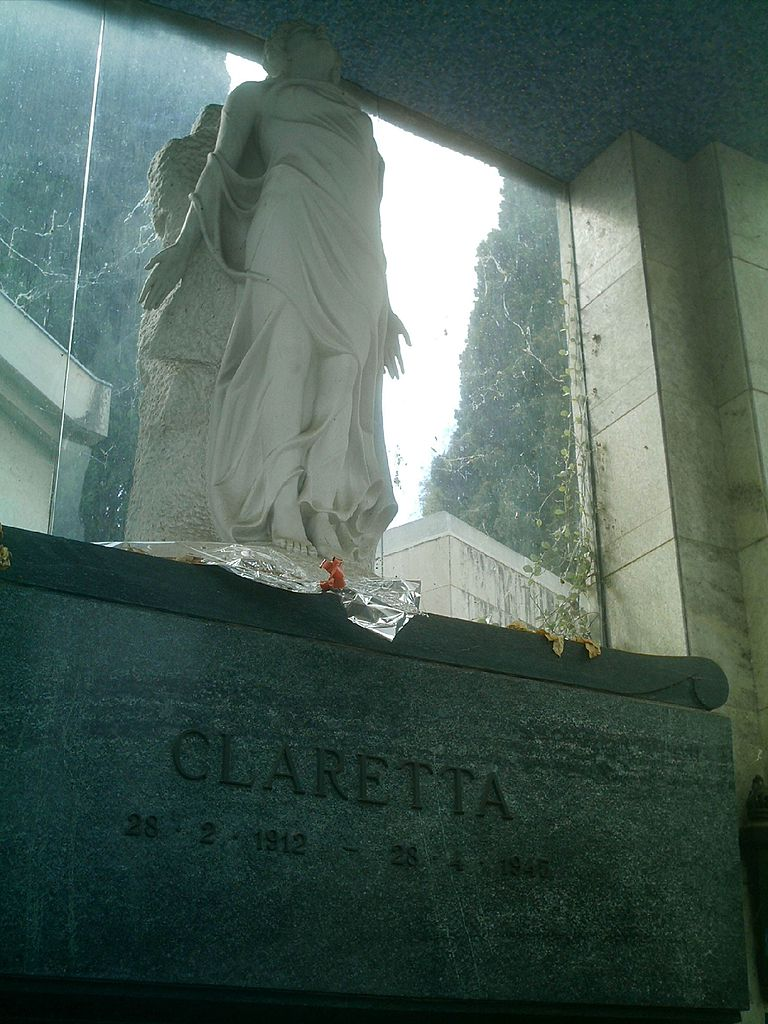
Grab auf dem Cimitero del Verano

1984 wurde ihr Leben unter dem Titel Claretta mit Claudia Cardinale verfilmt. Ihre letzten Tage an der Seite Mussolinis sind auch Thema des Films Mussolini – Die letzten Tage aus dem Jahr 1974.
Im November 2009 erschienen im Mailänder Rizzoli Verlag nach langjährigem Streit zwischen dem italienischen Staat und ihren Erben ihre Tagebuchaufzeichnungen aus den Jahren 1932 bis 1938. 2011 wurde die Fortsetzung aus den Jahren 1939 bis 1940 veröffentlicht. Petacci hatte ihre Tagebücher Gräfin Rina Cervis anvertraut, in deren Garten sie 1950 von Polizisten ausgegraben wurden. Seither wurden sie im Staatsarchiv aufbewahrt, um erst nach 70 Jahren freigegeben zu werden.